# الربع (مأرب)

تعديل مصدري - تعديل

الربع هي إحدى قرى عزلة ال راشد منيف بمديرية مأرب التابعة لمحافظة مأرب، بلغ تعداد سكانها 544 نسمة حسب تعداد اليمن لعام 2004.